# De mère inconnue
Pour plus de détails, voir Fiche technique et Distribution.
De mère inconnue (Mamma sconosciuta) est un melodramma strappalacrime italien réalisé par Carlo Campogalliani sorti en 1956.

## Fiche technique
- Titre français : De mère inconnue[1]
- Titre original : Mamma sconosciuta[2]
- Réalisation : Carlo Campogalliani
- Scénario : Marcello Ciorciolini, Guglielmo Santangelo
- Photographie : Bitto Albertini
- Montage : Otello Colangeli
- Musique : Carlo Innocenzi
- Décors : Ivo Battelli (it)
- Production : Francesco Granata-Vigo, Jacopo Comin
- Sociétés de production : Diva Film
- Pays de production :  Italie
- Langue originale : italien
- Format : Noir et blanc - Son mono - 35 mm
- Genre : Melodramma strappalacrime
- Durée : 89 minutes
- Dates de sortie : 
  - Italie : 21 juillet 1956
  - France : 23 mai 1958 (Nice)

## Distribution
- Alberto Farnese : Aldo Martini
- Janet Vidor (it) : Mara
- Alessandra Panaro : Lia
- Mario Girotti : Gianni
- Maria Grazia Sandri : Rita
- Zoe Incrocci : Mère Supérieure
- Dante Maggio Dante
- Clelia Matania : Giuliana
- Fabrizio Mioni : Marco
- Edoardo Toniolo : Giancarlo Redi
- Peter Trent (it) : Vlad
- Sandro Moretti (it) : joueur de poker
- Rio Nobile (it) : directeur d'hôtel
- Amina Pirani Maggi : logeuse
- Luciano Virgili (it)
- Giuseppina Armani